# 安徽徽商集团
安徽省徽商集团有限公司（HUISHANG GROUP，简称徽商集团），是安徽省人民政府授权安徽省人民政府国有资产监督管理委员会管理的省属国有企业，主要业务包括类金融、大宗商品批发贸易、现代物流、专业市场开发与运营等。
徽商集团前身为安徽省物资局。1995年11月，成建制转为安徽省物资集团。2000年6月，更名为安徽省徽商集团有限公司。2002年7月，合并原安徽省商务厅所属12家企业，成为大型流通企业集团。2015年，集团持有的“徽商”商标获中国驰名商标认定。

## 控股公司
徽商集团现有直属（控股）公司10家：
- 安徽省徽商金属股份有限公司
- 安徽商之都股份有限公司
- 安徽省徽商农家福有限公司
- 安徽省徽商集团新能源股份有限公司
- 安徽省徽商集团化轻股份有限公司
- 徽商期货有限责任公司
- 安徽省徽商物流有限公司
- 安徽徽商城有限公司
- 徽商资源再生有限责任公司
- 安徽省康利置业有限公司

## 腐败窝案
2017年11月6日至12月29日，安徽省委第一巡视组对徽商集团党委开展机动式巡视，针对巡视组发现的腐败问题安徽省委书记李锦斌专门作出批示。截至2018年6月，徽商集团共有10名领导干部落马，涉案人员超20人。落马的干部包括：原党委书记、董事长许家贵，原党委副书记、纪委书记张皓，集团下属企业创元装饰公司董事长张兵、总经理宋建军、副总经理马放、副总经理俞士升、董事徐俊，下属企业徽商城公司原董事长柯耀，下属企业商之都原主要负责人，六安市商之都原董事长冉昆峰。